# ويتفيلد كرين
ويتفيلد كرين (بالإنجليزية: Whitfield Crane)‏ هو مغني أمريكي، ولد في 19 يناير 1968 في منطقة خليج سان فرانسيسكو في الولايات المتحدة.

## وصلات خارجية
- ويتفيلد كرين على موقع IMDb (الإنجليزية)
- ويتفيلد كرين على موقع ميوزك برينز (الإنجليزية)
- ويتفيلد كرين على موقع أول ميوزيك (الإنجليزية)
- ويتفيلد كرين على موقع ديسكوغز (الإنجليزية)